# L'insidia di Andromeda
L'insidia di Andromeda (Andromeda Breakthrough) è un romanzo di fantascienza scritto da John Elliot e Fred Hoyle nel 1964, trasposizione letteraria della miniserie televisiva The Andromeda Breakthrough e sequel del romanzo A come Andromeda, a sua volta trasposizione della miniserie A for Andromeda.

## Storia editoriale
La trasposizione letteraria di Hoyle ed Elliot fu pubblicata dalla Harper and Row nel 1964, con il titolo Andromeda Breakthrough, in accordo con la BBC. Ad essa seguirono edizioni tascabili edite dalla Fawcett World Library (1965) negli Stati Uniti e dalla Corgi (1966) in Gran Bretagna.
Una riedizione combinata del romanzo con la trasposizione letteraria di A for Andromeda è stata pubblicata dall'Orion Publishing Group nel 2020 con il titolo The Andromeda Anthology, all'interno della collana SF Masterworks. Per l'occasione venne realizzata una nuova introduzione a cura di Kim Newman. Questa edizione è stata anche trasformata in un audiolibro letto da Billie Fulford-Brown.

## Edizioni
- Fred Hoyle e John Elliot, L'insidia di Andromeda, traduzione di Graziella Civiletti, Feltrinelli, 1966,  pagine 212.
- Fred Hoyle e John Elliot, L'insidia di Andromeda, traduzione di Graziella Civiletti, Feltrinelli, 1979,  pagine 212.